# 劇場に行こう!
「劇場に行こう!」（げきじょうにいこう）は、朝日放送→朝日放送ラジオが2013年1月13日から2020年3月14日まで通年で放送された演劇・映画情報番組。
代々のパーソナリティを朝日放送→朝日放送テレビのアナウンサー（浦川泰幸→橋詰優子）が務める関係で、番組開始から2015年3月29日までは『浦川泰幸の「劇場に行こう!」』、同年4月5日以降は『橋詰優子の「劇場に行こう!」』というタイトルで放送された。

## 番組概要
朝日放送→朝日放送テレビのアナウンサーと「劇団Patch」のメンバーを中心に、「劇場」で上演される演劇・映画の“目利き”を交えながら伝える新感覚のイベント情報番組。
番組開始当初は浦川泰幸の冠番組として放送されていたが、2015年4月改編で浦川が『キャスト』（朝日放送テレビが平日の夕方に放送中の情報・報道番組）の第2代メインキャスターへ就任することが決まったため、当番組を同年3月29日放送分で降板。同年4月5日放送分からは、浦川の2年後輩に当たる橋詰優子がパーソナリティを引き継いでいる。
2017年3月までは毎週日曜日の夜間（基本として21:05 - 22:00）に放送されていたが、同年の4月改編で『9〜ジックナイト!』の土曜・日曜版の放送が始まったこと に伴って、同月1日より放送時間を土曜日の夕方（基本として18:00 - 19:00）に変更している。2020年3月14日で放送終了。

## 放送時間
- 毎週日曜日 21:05 - 22:00（2013年1月13日 - 2017年3月26日）
- 毎週土曜日 18:00 - 19:00（2017年4月1日 - 2020年3月14日）
  - プロ野球シーズン中に『ABCフレッシュアップベースボール』として阪神タイガースのデーゲーム中継を実施する場合には、中継を延長する関係で休止することや、30分間の短縮版で対応することがある。
    - 橋詰がパーソナリティを務める2018年6月分の収録では、「顔立ちや声が橋詰に似ている」という和田麻実子（ラジオ大阪アナウンサー）が電話でゲスト出演。収録した内容を同月2日と9日に放送する予定だったが、両日とも阪神のデーゲーム中継の延長によって番組の休止を余儀なくされたため、上記の収録音源を 当番組のYouTube公式チャンネル で全編配信する措置を講じた。逆に、6月8日には、和田がアシスタントを務める『GO!GO!フライデーショー!』（ラジオ大阪が金曜日の午後に放送中の生ワイド番組）の15時台に橋詰と中山がゲストで登場した。

## 出演

### パーソナリティ
- 橋詰優子（朝日放送テレビアナウンサー）
- 劇団Patch（岩崎真吾・星璃・中山義紘）

過去のパーソナリティ
- 浦川泰幸（朝日放送〈当時〉アナウンサー）
- 金澤健太・村川勁剛（劇団Patch）

### 評論者
- 映画担当：縛りやトーマス
- 演劇担当：山村啓介（ABCホール館長・なお、自身は「艦長」と名乗っている[4]。）

## コーナー
- OPトーク - リスナーから寄せられたメールに答えたり、フリートークで進行する。
- 縛りやトーマスのシネマ亀甲縛り - 縛りやトーマスによる最新映画作品の紹介。
- 山村艦長のGO!GO!ABCホール - ABCホール館長の山村啓介による主に関西地方の劇団・公演作品に関する情報（関東の劇団でも関西で公演されるものも含む）を中心に発信し、併せてABCホールで行われる公演作品の紹介。公演作品によってはゲストを招いてトークを行ったり、浦川による電話でのインタビューも放送することがある。
- あっち・こっち・Patch - 劇団Patchのメンバーが実際に観劇した公演について、リスナーが実際行って鑑賞した感覚を得られるように作品解説を行う。
- 必死のPatch - 劇団Patchのメンバーが番組から出された指令をこなしてゆき、隠れた才能を呼び起こそうと試みる。